# روس هاغن
روس هاغن (بالإنجليزية: Ross Hagen)‏ (و. 1938 – 2011 م) هو كاتب سيناريو، ومنتج أفلام، وممثل تلفزي، وممثل أفلام، ومخرج أفلام أمريكي، ولد في ويليامز، بدأ مشواره المهني سنة 1966، توفي عن عمر يناهز 73 عاماً، بسبب سرطان.

## وصلات خارجية
- روس هاغن على موقع IMDb (الإنجليزية)
- روس هاغن على موقع ألو سيني (الفرنسية)
- روس هاغن على موقع أول موفي (الإنجليزية)
- روس هاغن على موقع قاعدة بيانات الأفلام السويدية (السويدية)
- روس هاغن على موقع قاعدة بيانات الفيلم (الإنجليزية)
- روس هاغن على موقع كينوبويسك (الروسية)